# Oreopithecus
 Oreopithecus  ist eine ausgestorbene Gattung der Primaten, deren Individuen möglicherweise aufrecht gehen konnten. Die Gattung gilt nicht als direkter Vorfahre des Menschen (Homo sapiens), wird aber zu den Stamm-Hominoidea gezählt. Die Fossilien von Oreopithecus stammen aus dem oberen Miozän und wurden in die Zeit vor rund 8 bis 7 Millionen Jahren datiert.

## Namensgebung und Erstbeschreibung
Oreopithecus ist ein Kunstwort. Die Bezeichnung der Gattung ist abgeleitet von griechisch ὄρος oros ‚Berg‘ und πίθηκος pithekos ‚Affe‘. Das Epitheton der bislang einzigen wissenschaftlich beschriebenen Art, Oreopithecus bambolii, verweist auf den Fundort der ersten Fossilien – mehrere Unterkiefer – am Monte Bamboli, nordwestlich von Follonica in der Toskana. Oreopithecus bambolii bedeutet somit sinngemäß „Bamboli-Bergaffe“.
Paul Gervais, der die Bezeichnung von Gattung und Art Jahr 1872, nach Funden in toskanischen Ligniten, festlegte, spielte bei der Wahl des Namens der Gattung zugleich auf die ‚bergartig‘ empor ragenden Höcker der großen  Backenzähne an.
Holotypus der Gattung und zugleich der Typusart Oreopithecus bambolii ist der gut erhaltene, bezahnte Unterkiefer eines jugendlichen Individuums (siehe Zeichnung).
1958 wurden von Johannes Hürzeler weitere aus der Toskana stammende Funde beschrieben. Danach wurden weitere Überreste auch auf Sardinien gefunden; Sardinien und die Toskana bildeten im Miozän zusammen mit Korsika eine große Insel, die zu einem zwischen Europa und Afrika liegenden Archipel gehörte.

## Merkmale
Die anatomischen Merkmale von Oreopithecus konnten recht gut rekonstruiert werden, da nahezu alle Knochen überliefert sind. Demnach besaß Oreopithecus bambolii – ähnlich wie die späteren Arten der direkten Menschenvorfahren – einen relativ kurzen Kiefer mit kleinen Schneidezähnen und ebenfalls relativ kleinen Eckzähnen, das Diastema zwischen Schneide- und Eckzahn im Oberkiefer war klein oder fehlte. Das Foramen magnum lag relativ weit vorn, was – gemeinsam mit Befunden zum Bau der Knochen des Rumpfes und der Beine – als Hinweis auf eine zweibeinige Fortbewegungsweise gedeutet wurde. Eine Analyse der Handknochen erbrachte Hinweise darauf, dass Oreopithecus bambolii zudem die Fähigkeit zum Präzisionsgriff entwickelt hatte.
Man schätzt die Körperlänge dieses Primaten auf 110 cm und das Gewicht auf 32 kg. Das Skelett ist gekennzeichnet durch lange Arme, Überaugenwülste und einen fehlenden Schwanz. Der große Zeh stand – vergleichbar mit Ardipithecus ramidus – in einem Winkel von 100° vom Fuß ab, so dass der ganze Fuß ein Dreibein bildete. Diese Fußanatomie ermöglichte keinen schnellen Lauf. Aufgrund der langen Arme glaubte man lange, Oreopithecus bambolii habe sich schwinghangelnd durch die Bäume bewegt. Jüngere Untersuchungen des kurzen, menschenähnlichen Beckens und des Beinskeletts deuten jedoch darauf hin, dass er sich vorwiegend aufrecht auf zwei Beinen fortbewegte; dies wurde im Jahr 1997 jedoch nicht im Sinne einer stammesgeschichtlichen Nähe zu den direkten Vorfahren der Menschenaffen interpretiert, sondern als Folge der Anpassung an das Leben als Endemit auf einer Insel. Der These vom aufrechten Gang wurde jedoch 2013 nach Untersuchungen der Lendenwirbelsäule und des Kreuzbeins von Oreopithecus widersprochen. Anfang 2020 wurde der Körperbau der Art als vergleichbar mit dem der heute lebenden Gibbons beschrieben.
Von der Beschaffenheit der Zähne, speziell des Zahnschmelzes, wurde geschlossen, dass Oreopithecus bambolii sich vorwiegend von weichen Früchten ernährt hat.

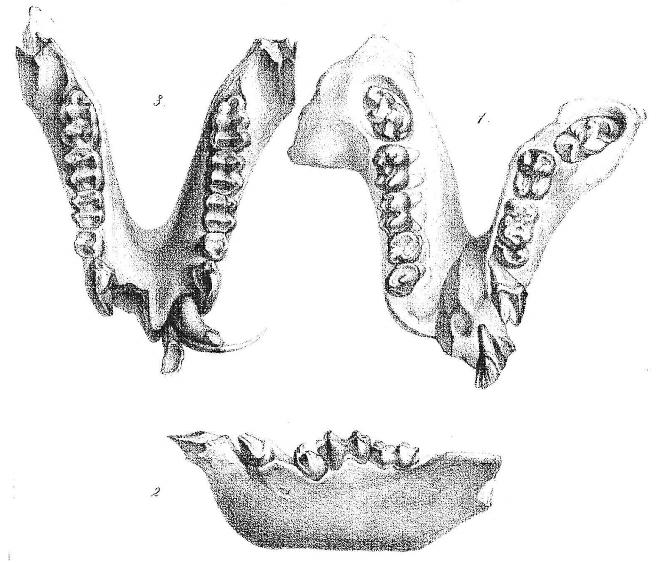
Die Typus-Exemplare von Oreopithecus: rechts der Holotypus
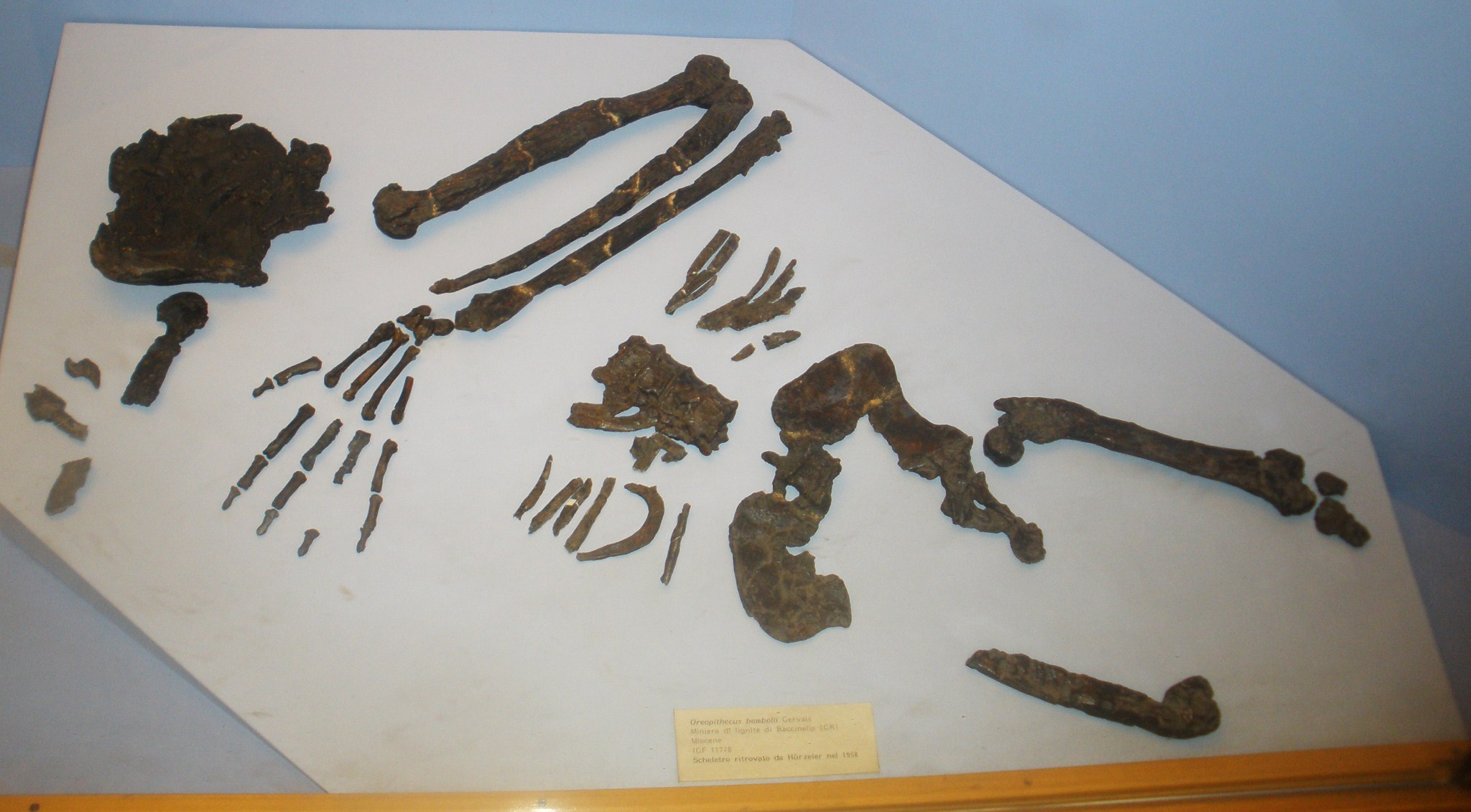
Oreopithecus bambolii (IGF 11778), Original vom Fundort Baccinello, Provinz Grosseto, Italien

## Ökologische Bedingungen
Seine Gliedmaßenmorphologie konnte sich unter den Bedingungen einer isolierten Inselökologie entwickeln. Abgesehen von zwei fischfressenden Ottern und einem omnivoren, vor allem aber pflanzenfressenden Bären, gab es auf der toskanisch-sardischen Insel keine Raubtiere. Vor 6,5 Millionen Jahren bekam die Inselregion Kontakt zum europäischen Festland infolge tektonischer Verwerfungen der Apenninregion und einer beginnenden Austrocknung des Mittelmeeres (als Messinische Salinitätskrise bezeichnet), und wurde von Säbelzahnkatzen wie Machairodus und Metailurus besiedelt. Oreopithecus bambolii starb daraufhin aus.

## Systematik
Die Art ist kein direkter Vorfahr des Menschen, sondern stellt eine konvergente Entwicklung dar. Dafür spricht auch, dass sie sich isoliert von den Menschenvorfahren, die in Afrika lebten, entwickelte.
Die stammesgeschichtliche Stellung von Oreopithecus bambolii ist umstritten. Von einigen Forschern wird die Art in einer eigenen Familie (Oreopithecidae) als Seitenzweig der Überfamilie der Menschenartigen (Hominoidea) zugeordnet, von anderen Forschern jedoch als Mitglied der Familie der Menschenaffen (Hominidae) interpretiert. Nach Untersuchungen des Baccinello-Fossils aus dem Jahr 1990 steht Oreopithecus bambolii in der stammesgeschichtlichen Nähe von Dryopithecus.

## Belege
1. 1 2 3 4  Bernard Wood, Terry Harrison: The evolutionary context of the first hominins. In: Nature. Band 470, 2011, S. 347–352, doi:10.1038/nature09709.
2. 1 2  Jordi Agusti, Mauricio Anton: Mammoths, Sabertooths, and Hominids […], S. 193.
3. ↑  Paul Gervais: Sur un singe fossile, d'espèce non encore décrite, qui a été decouvert au Monte-Bamboli (Italie). In: Comptes rendus de l’Académie des sciences. Band 74, 6. Mai 1872, S. 1217–1223.
4. ↑  Gustav Schwalbe: Über den fossilen Affen Oreopithecus Bambolii. […] 1915, S. 151.
5. ↑  Abbildung des Holotypus (Memento vom 4. Mai 2019 im Internet Archive). Im Original publiziert auf dem Webserver der Yale University.
6. ↑  Johannes Hürzeler: Oreopithecus bambolii Gervais: a preliminary report. In: Verhandlungen der Naturforschenden Gesellschaft Basel. Band 69, 1958, S. 1–47.
7. ↑  Lorenzo Rook, Luca Bondioli, Meike Köhler, Salvador Moyà-Solà und Roberto Macchiarelli: Oreopithecus was a bipedal ape after all: Evidence from the iliac cancellous architecture. In: PNAS. Band 96, Nr. 15, 1999, S. 8795–8799; doi:10.1073/pnas.96.15.8795.
8. ↑  Salvador Moyà-Solà, Meike Köhler und Lorenzo Rook: Evidence of hominid-like precision grip capability in the hand of the Miocene ape Oreopithecus. In: PNAS. Band 96, Nr. 1, 1999, S. 313–317; doi:10.1073/pnas.96.1.313.
9. ↑  William L. Jungers: Body size and morphometric affinities of the appendicular skeleton in Oreopithecus bambolii (IGF 11778). In: Journal of Human Evolution. Band 16, Nr. 5, 1987, S. 445–456, doi:10.1016/0047-2484(87)90072-8.
10. ↑  Jordi Agusti, Mauricio Anton: Mammoths, Sabertooths, and Hominids [...], S. 198.
11. ↑  Meike Köhler und Salvador Moyà-Solà: Ape-like or hominid-like? The positional behavior of Oreopithecus bambolii reconsidered. In: PNAS. Band 94, Nr. 21, 1997, S. 11747–11750, doi:10.1073/pnas.94.21.11747.
12. ↑  Gabrielle A. Russo, Liza J. Shapiro: Reevaluation of the lumbosacral region of Oreopithecus bambolii. In: Journal of Human Evolution. Band 65, Nr. 3, 2013, S. 253–265, doi:10.1016/j.jhevol.2013.05.004.
13. ↑  Ashley S. Hammond et al.: Insights into the lower torso in late Miocene hominoid Oreopithecus bambolii. In: PNAS. Band 117, Nr. 1, 2019, S. 278–284, doi:10.1073/pnas.1911896116.
14. ↑  Daniel DeMiguel, David M. Alba und Salvador Moyà-Solà: Dietary Specialization during the Evolution of Western Eurasian Hominoids and the Extinction of European Great Apes. In: PLoS ONE. Band 9, Nr. 5, 2014, e974422014, doi:10.1371/journal.pone.0097442.
15. ↑  L. Carmignani et al.: Tertiary compression and extension in the Sardinian basement. In: Bollettino di Geofisica Teorica e Applicata. Band 36, Nr. 141–144, 1994, S. 45–62, Zusammenfassung (Memento vom 4. März 2016 im Internet Archive).
16. ↑  W. Krijgsman et al.: Late Neogene evolution of the Taza-Guercif Basin (Rifian Corridor, Morocco) and implications for the Messinian salinity crisis. In: Marine Geology, Band 153, 1999, S. 147–160.
17. ↑  J. M. Soria, J. Fernández, C. Viseras: Late Miocene stratigraphy and palaeogeographic evolution of the intramontane Guadix Basin (Central Betic Cordillera, Spain): implications for an Atlantic-Mediterranean connection. In: Palaeogeography, Palaeoclimatology, Palaeoecology, Band 151, 1999, S. 255–266.
18. ↑  Jordi Agusti, Mauricio Anton: Mammoths, Sabertooths, and Hominids [...], S. 198–199
19. ↑  Raffaele Sardella: Remarks on the Messinian carnivores (mammalia) of Italy. In: Bolletino della Societá Paleontologica Italiana. Band 47, Nr. 2, 2008, S. 195–202, Volltext (Memento vom 23. Februar 2016 im Internet Archive).
20. ↑  Lorenzo Rook et al.: The Italian record of latest Miocene continental vertrebrates. In: Bollettino della Societá Paleontologica Italiana. Band 47, Nr. 2, 2008, S. 191–194, Volltext (PDF). (Memento vom 7. Juli 2012 im Internet Archive)